# Андрей Симеоновски
Андрей Величков Симеоновски (13 декември 1931 – 26 януари 2015) е български културен деец, допринесъл за развитието на културата, библиотечното и музейно дело в община Борован.

## Биография
Роден е в село Борован в бедно многодетно семейство. Най-малък от 8 деца. От ранна детска възраст рисува. Като ученик прави художествена изложба от портрети, скулптури и графика в Борован и Бяла Слатина. Основно гимназално образование получава в Борован. Завършва Държавния библиотечен институт със специалност „Библиотечно, библиографско и музейно дело“.
През 1951 – 1956 г. е учител в основно училище „Кирил и Методий“ и борованската гимназия „Коста Петров“. На 1 февруари 1957 г. е назначен за секретар-библиотекар в Народно читалище „Цани Иванов“ в Борован. Прави образцова библиотека съгласно международните изисквания. Развива активна дейност за популяризиране на българската и чуждестранна литература, художествената самодейност и култура. Учредител на Общинския съвет за изкуство и култура – негов секретар а по-късно и председател.
Прокарва и утвърждава идеята за честване на бележити боровански дейци, творци и други известни личности: Маша Белмустакова, Иван Пановски, академик Георги Цанев, полковник Петко Гацински. Председател на комисията по изграждане на борованския музей, на който става и пръв уредник от 1 юни 1972 г. Чрез задълбочена краеведска и историческо-проучвателна дейност спомага за по-нататъшното обогатяване на колекцията на музея.
Награден е със сребърна и златна значка от върховния читалищен съюз. Награден от Държавния съвет на НРБ с орден „Червено знаме на труда“ и с орден „Кирил и Методий“ I степен. За цялостен принос към културното развитие на родния край на 23 октомври 2011 г. община Борован обявява Андрей Симеоновски за почетен гражданин.